# Russalka (mitologia)
|  | Per a l'òpera d'Antonín Dvořák vegeu Rusalka |

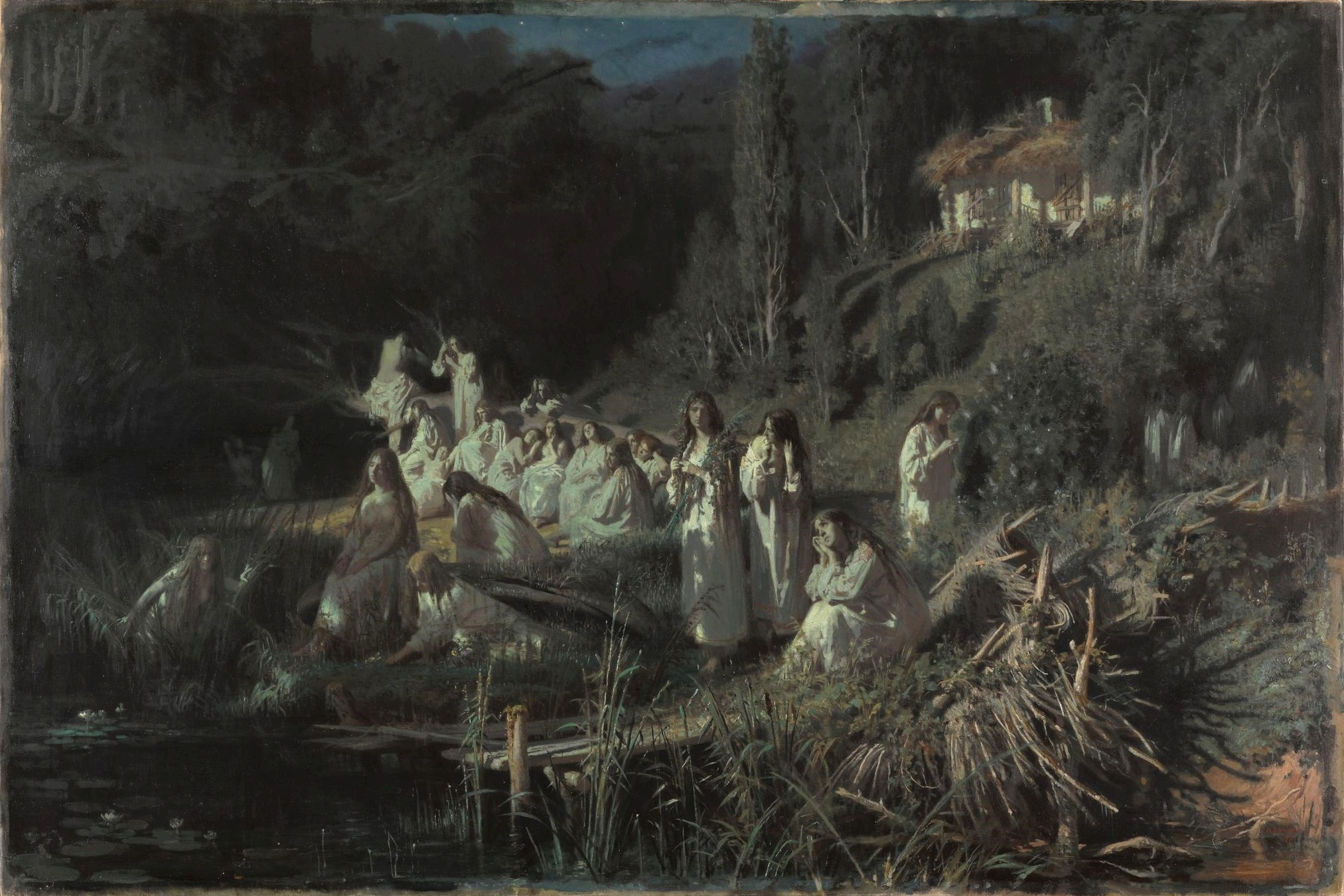
Ivan Kramskoi, Les Sirenes, 1871

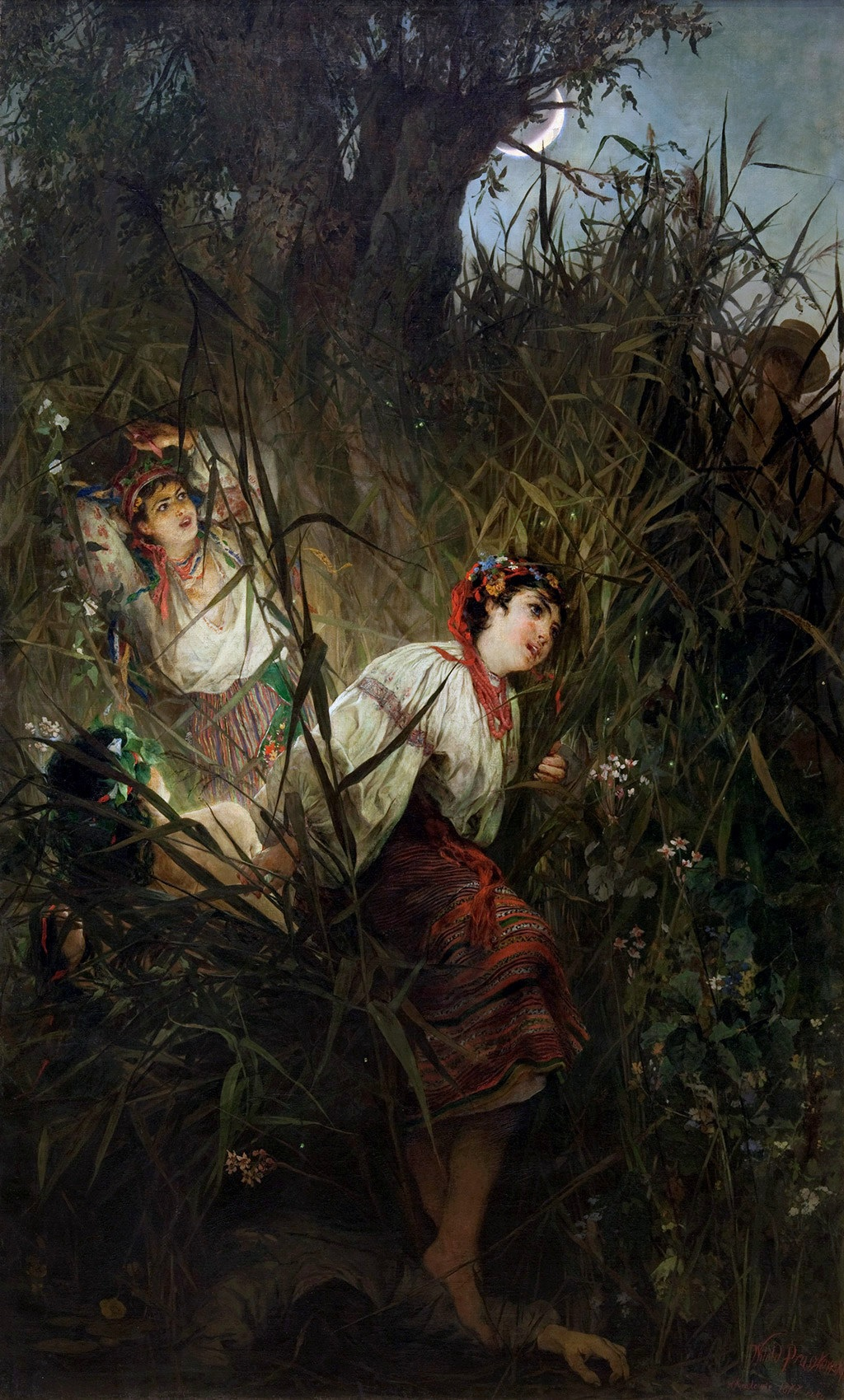
Witold Pruszkowski "Rusałki" 1877

La russalka (en plural russalki) és una nimfa de l'aigua, un esperit femení de la mitologia eslava. És l'equivalent d'una sirena. Té diferents noms en diferents cultures: russalka (a les cultures eslaves orientals), vila (txec, eslovac) o wiła (polonès).
Segons la majoria de les tradicions, les russalki eren dones-peix que vivien a la part inferior dels rius. Al mig de la nit, caminaven fora del fons del riu per ballar als prats. Si veien homes guapos, els haurien de fascinar amb cançons i balls, hipnotitzar-los, i llavors portar-los fins al fons del riu per a la seva mort.

## Origen
El terme russalka prové del llatí Rosalia(la festa de les roses, a la Pentecosta, que és quan se celebrava la festivitat de Russal, una festa eslava en honor dels morts en els antics eslaus). A través dels Balcans arriba a la Rus de Kíev.
En la majoria de les versions, la russalka és un ésser inquiet que ja no està viu, associat amb l'esperit immund i perillós. Segons Zelenin, les persones que moren violentament i abans del seu temps, com les dones joves que se suïciden perquè els seus amants els han donat carabasses, o les dones solteres que estan embarassades, han de viure el seu temps designat a la terra com un esperit. En la tradició eslava, especialment, les russalki són "els esperits de les nenes que van morir "abans d'hora" i van tornar a viure com a éssers espirituals en el nostre món, a prop d'on una vegada van viure i van morir".
La versió fantasmal és l'ànima d'una dona jove que havia mort en o prop d'un riu o un llac i va tornar a rondar aquesta via navegable. Aquesta no-morta Russalka no és sempre malèfica, i se li permet morir en pau si la seva mort és venjada.
Les russalki també poden provenir dels nens no batejats, sovint aquells que van néixer fora del matrimoni i ofegats per les seves mares per aquesta raó. Els nadons russalka suposadament vaguen el bosc demanant ser batejats, perquè puguin tenir pau. No són necessàriament innocents, però, i poden atacar un humà prou ximple com per acostar-s'hi.
Les russalki en el folklore també poden ser beneficioses. Com a esperits de les joves que van morir d'hora, de vegades es creu que confereixen la seva fertilitat no utilitzat en els camps, ajudant a créixer els cultius.

## Descripció
Mentre el seu estatge principal fos la massa d'aigua en què ella va morir, la russalka podria sortir de l'aigua a la nit, pujar a un arbre, i asseure's allà cantant cançons, asseure's a un banc i pentinar el seu cabell, o unir-se a una altra russalka en una dansa en rotllana al camp.

Es creu que les rualki estan sovint en grups: 
Les [v]iles generalment viuen en petits grups a la natura, sobretot entorn de l'aigua, on a elles els encanta nedar, bussejar, xipollejar, i jugar juntes a llacs, estanys, rius i canals de molins d'aigua. Les noies solteres d'un barri en particular, en vida, feien voltes en petites bandes, se socialitzaven juntes com a abelles treballant i cantant i ballant juntes en importants festivals. Les viles, també les nenes en la seva majoria joves, se suposa que fan el mateix. 
Tot i que en algunes versions del mite, els seus ulls brillen com foc verd, altres les descriuen amb la pell molt pàl·lida i translúcida, i sense pupil·les visibles. El cabell de la russalka es representa de vegades com el verd o l'or, i sovint perpètuament humit. La tusalka no podria viure molt de temps a terra ferma, però amb la seva pinta sempre estava fora de perill, ja que li donava el poder d'evocar l'aigua quan ho necessitava. Segons algunes llegendes, si el cabell de la russalka s'assequés, aquesta moriria.
A les russalki els agradaria comptar amb homes i nens que s'unissin als seus jocs. Poden fer-ho atraient els homes amb el seu cant i després ofegant-los, mentre que els nens sovint se senten atrets amb cistelles de fruites ruixades amb nèctar. Els homes seduïts per una russalka podrien morir en els seus braços, i en algunes versions el fet d'escoltar el seu riure també podria causar la mort. Alternativament, podrien atraure els homes, majoritàriament solters, i fer-los pessigolles fins a la mort.
Les particularitats relatives a les russalki diferien entre les regions. Tot i que en la majoria dels contes vivien sense homes, a Ucraïna van ser sovint vinculades amb l'aigua, mentre que a Belarús estaven vinculats amb el bosc i el camp. On la terra era fèrtil, les donzelles apareixien nues i boniques. A les zones més dures de Rússia, apareixien com a "amazones de grans pits". Sovint, al nord, eren lletges i cobertes de pèl.

## Setmana de la russalka
Les russalki es creu que tenen el seu moment més perillós durant la setmana de la russalka (Russàlnaia) a principis de juny. En aquest moment, se suposava que havien d'haver deixat les seves profunditats aquàtiques per tal de saltar a les branques de bedolls i salzes de nit. La natació durant aquesta setmana estava estrictament prohibida, no fos cas que les sirenes arrosseguessin un nedador fins al fons del riu. Una característica comuna de la celebració de la Russàlnaia era el desterrament o ritual d'enterrament de la russalka al final de la setmana, que es va mantenir com un entreteniment a Rússia, Belarús i Ucraïna fins a la dècada del 1930.

## A la ficció
- La trilogia Russalka de novel·les de Caroline Janice Cherry es caracteritza i gira al voltant d'una russalka anomenada Eveshka.
- Rusalka és una òpera d'Antonín Dvořák.
- Russalka és una òpera d'Aleksandr Dargomijski.